# Hatebreed (album)
Hatebreed è il quinto eponimo album in studio del gruppo musicale metalcore statunitense Hatebreed, pubblicato nel 2009.

## Tracce
1. Become the Fuse – 2:27
2. Not My Master – 3:14
3. Between Hell and a Heartbeat – 2:54
4. In Ashes They Shall Reap – 3:21
5. Hands of a Dying Man – 2:48
6. Everyone Bleeds Now – 2:56
7. No Halos for the Heartless – 2:57
8. Through the Thorns – 3:24
9. Every Lasting Scar – 3:14
10. As Damaged as Me – 2:21
11. Words Became Untruth – 2:33
12. Undiminished – 4:19
13. Merciless Tide – 2:41
14. Pollution of the Soul – 2:45
15. Escape (Metallica cover) – 4:01

## Formazione
- Jamey Jasta - voce
- Frank Novinec - chitarra
- Chris Beattie - basso
- Wayne Lozinak - chitarra
- Matt Byrne - batteria